# 德國牧羊犬
德國牧羊犬（德語：Deutscher Schäferhund），是狗的一个品種，1977年才正式確定命名為德國牧羊犬，故各地命名迥異，中文語境下常稱為德國狼犬或德國狼狗，牠們敏捷且适合在工作環境活动，經常被部署參與各種任務，例如警察、護衛、搜索及拯援和軍事，牠們也為盲者做導盲犬的工作；因台灣在日治時期大量使用德國牧羊犬為軍犬，所以德國牧羊犬在台灣使用的閩南語名稱為「軍用狗（kun-iōng-káu)」。
德国牧羊犬原产於德国。於1880年，德国牧羊犬已经在德国各地固定下来，并作为牧羊犬使用。在第一次世界大战期间被德军募集，作为军犬随军。由德军取长补短培育后，基本定型。因为体型高大，外观威猛，并且具备極强的工作能力，因此在世界多處范围以警犬、搜救犬、导盲犬、牧羊犬、观赏犬以及家养宠物犬等身份活跃。
目前常见的德国牧羊犬有经过德意志联邦共和国进一步改良的“西德德牧”以及较为原始的由德意志民主共和国培育的“东德德牧”。两者体型有显著区别，“西德德牧”为加强其观赏性，因此背部背弓弧度较“东德德牧”大。通常比较常见的为“西德德牧”。“东德德牧”则活跃于东德、苏联和中国等社会主义国家的工作犬行列，通常以军犬为主。

## 血统

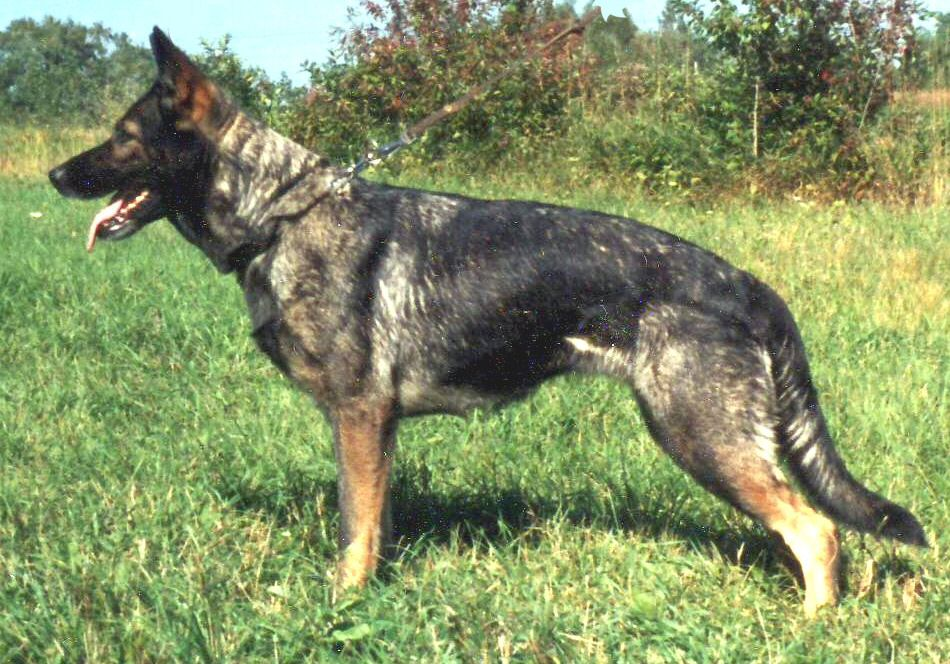
暗黑或灰色，德國牧羊犬的原始顏色，在工作犬內仍然常見

目前的德国牧羊犬的血统基本都可以追溯到同一祖先，一隻名為霍兰德·格拉夫拉特的德国牧羊犬，这可能也是目前德国牧羊犬出现退化的原因。霍兰德·格拉夫拉特的三个儿子则成为了目前德国牧羊犬三大血统的源头，一条名贵的纯种德国牧羊犬是可以排家谱的，一百年的家谱排上去，一般都会是这三个血统之一。
三个血统为老姆兹血系、老库安度血系以及老塔多血系。目前超过一半以上的德国牧羊犬来自老库安度血系，拥有家谱的犬全部都是记录在案的。如果其父系或者母系的任意一方没有家谱，不能证明血统，那么其后代也不能进入“德牧”家族的家谱记录。

## 比赛
在全世界各个地方，每年的犬展或者比赛中，都可以见到德国牧羊犬。还有不少的专门针对德牧的比赛。
在德国每年由德国牧羊犬协会（簡稱SV）举办的专属德国牧羊犬的比赛，为世界上最专业且权威的德国牧羊犬比赛。每年的霸主都会成为全德国的焦点，连霸的名犬会载入史册。例如以北欧神话主神奥丁命名的世纪名犬“奥丁”，可属德国牧羊犬中的超级英雄。但是因为比赛对于犬的要求过于严格，而且越来越倾向观赏性，也惹来了一些非议。德国牧羊犬的工作性能一般是不会受到其外形的影响的（除非瘸腿之类的残疾），因此也有人对该类比赛的意义提出质疑，但是SV比赛并没有受到影响。

## 变种
以德国牧羊犬为基础培育的新品种也有很多，比较著名的有在中国昆明昆明警犬基地以东德牧羊犬为蓝本结合本地土狼犬所培育的昆明犬。该犬主要有三个系统，德牧系、狼青系与草黄系。其中德牧系就是以德国牧羊犬为基础培育的，因此在外观上与德国牧羊犬有很多相似之处。但是最大的区别就是脸部不是“德牧”那样的黑色。